# Nečas (Lipoltice)
Rybník Nečas  o rozloze vodní plochy 4,42 ha se nalézá v lese asi 0,6 km jihovýchodně od centra obce Lipoltice v okrese Pardubice. Rybník je využíván pro chov ryb a zároveň představuje lokální biocentrum pro rozmnožování obojživelníků. Rybník je součástí rybniční soustavy skládající se dále z Urbanického rybníka a rybníků Třešňovec a Rohlíček.

## Galerie

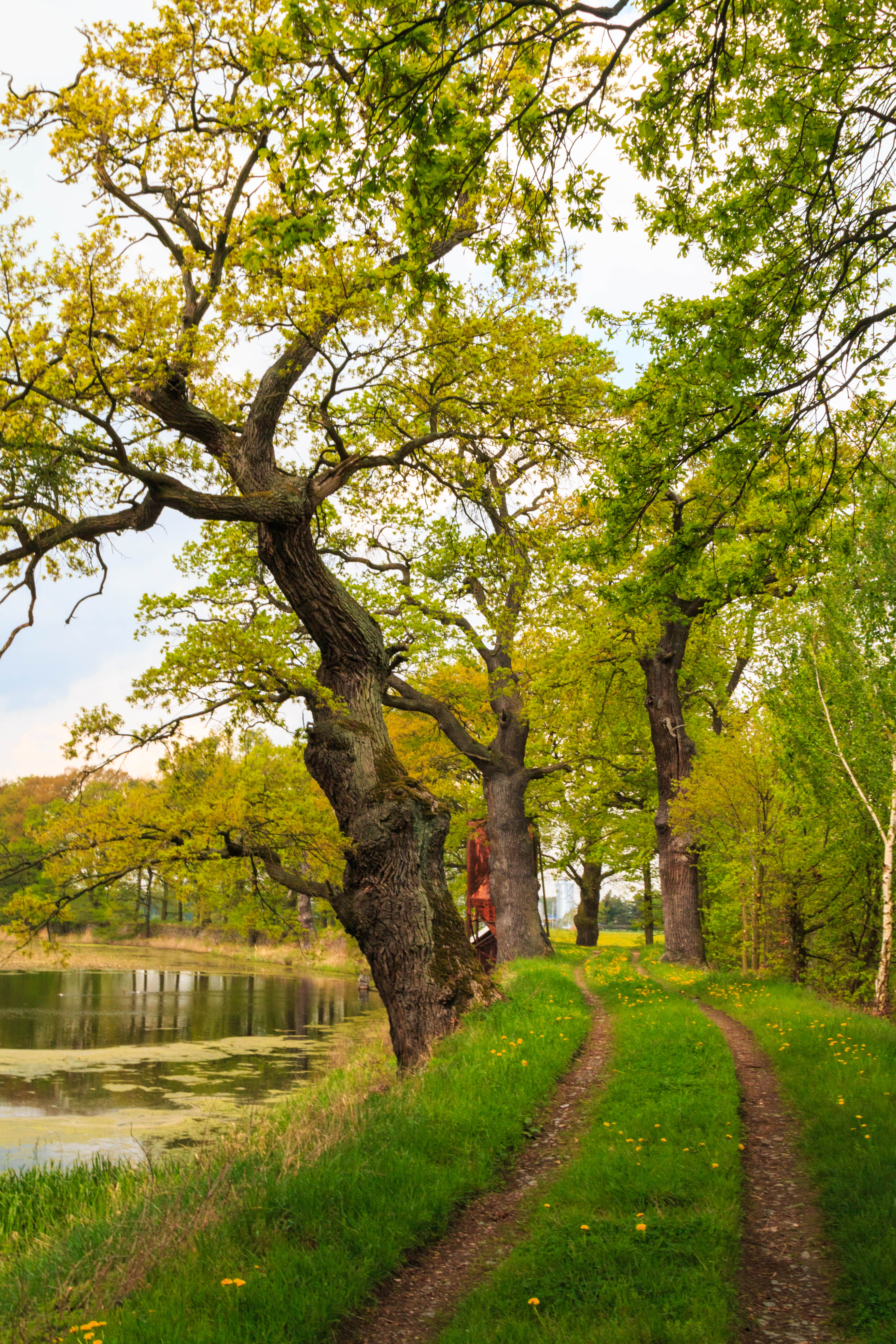
pohled na rybník Nečas u Lipoltic
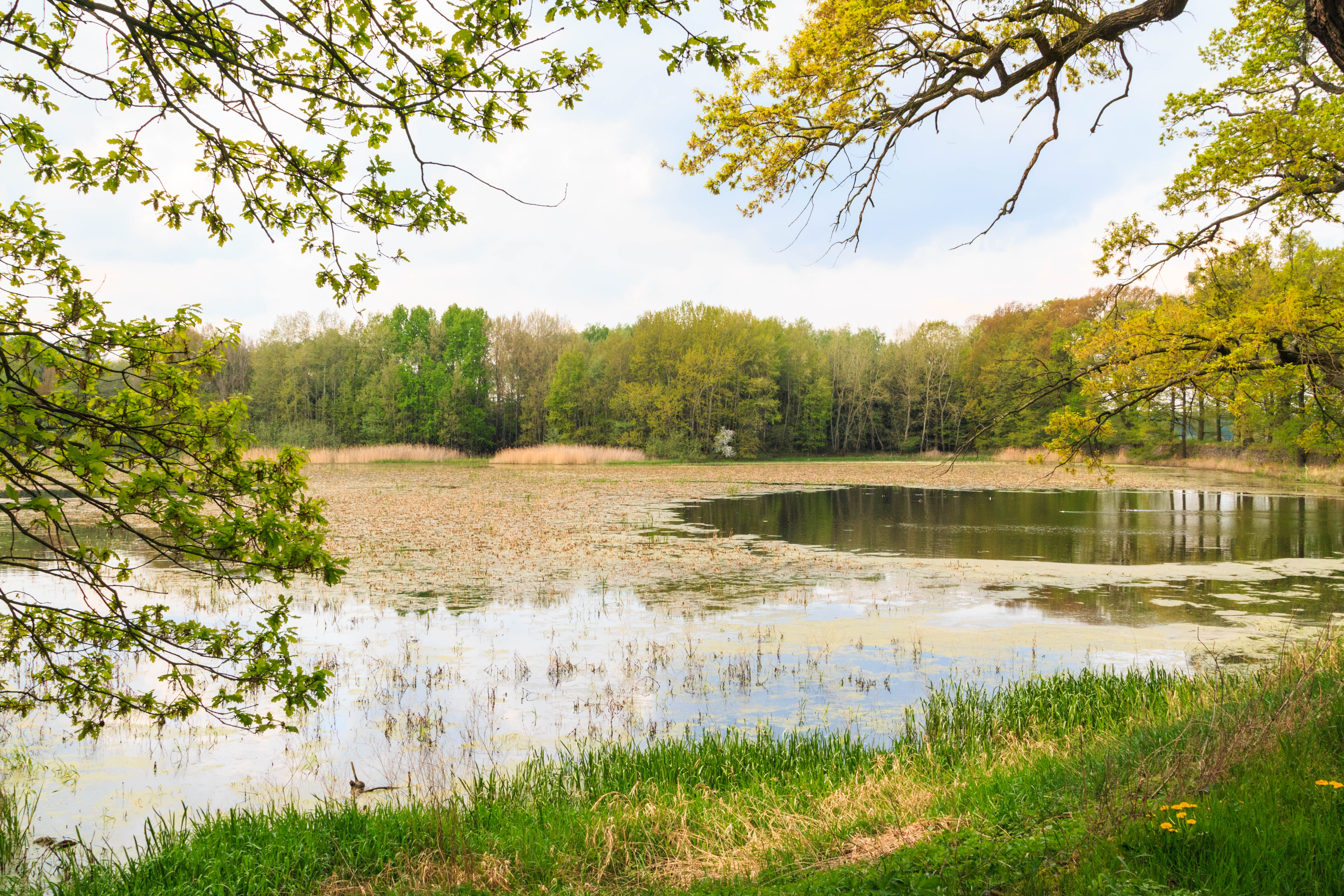
pohled na rybník Nečas u Lipoltic
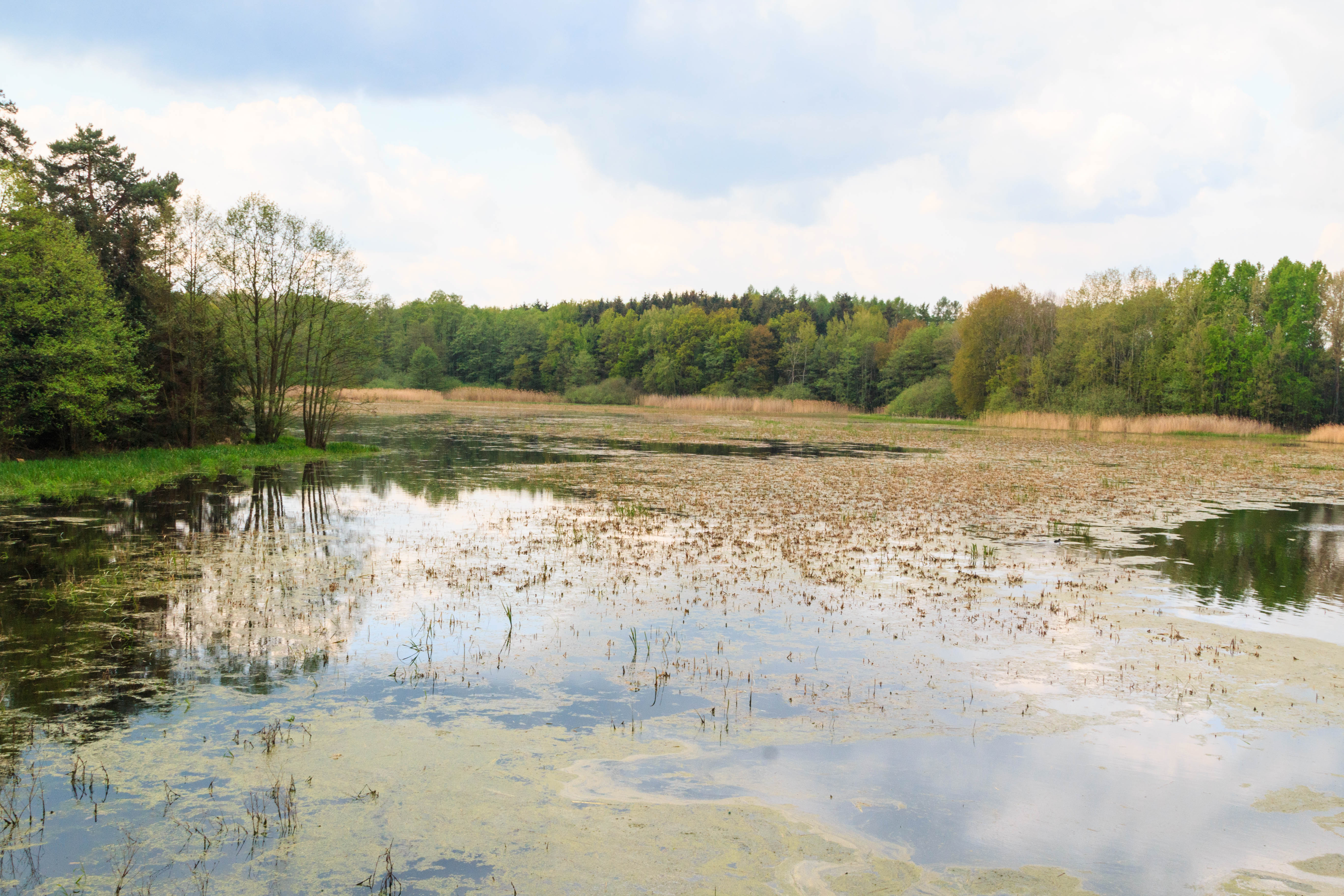
pohled na rybník Nečas u Lipoltic
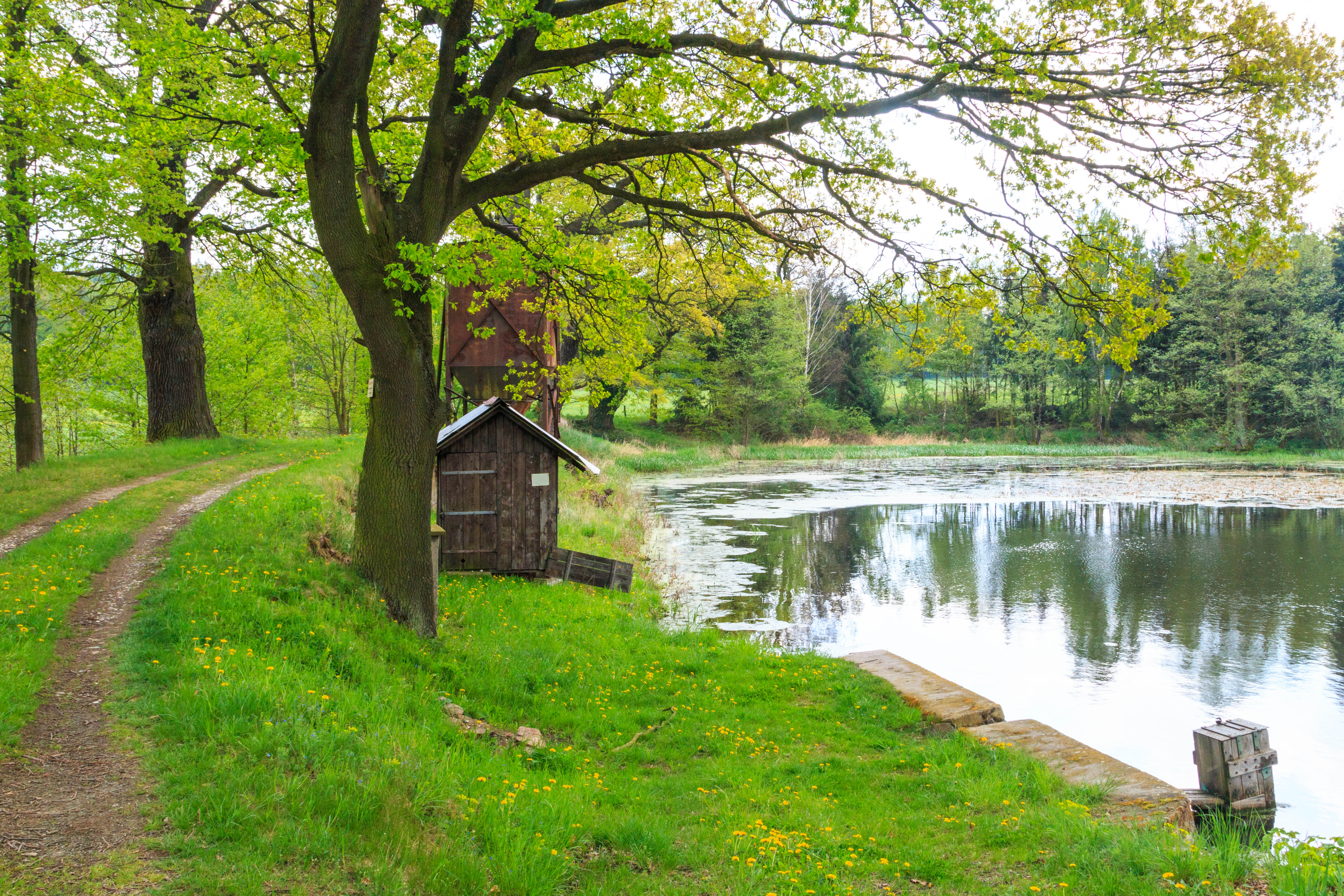
pohled na rybník Nečas u Lipoltic